# 운송초등학교
운송초등학교는 대한민국 부산광역시 해운대구에 있는 공립 초등학교이다.

## 학교 연혁
- 1979년 5월 7일: 개교

## 참고 자료
- 운송초등학교 - 한국교육학술정보원 학교알리미